# Premis Oscar de 1950
Els Premis Oscar de 1950 (en anglès: 23th Academy Awards) foren presentats el 29 de març de 1951 en una cerimònia realitzada al RKO Pantages Theatre de Los Angeles.
La cerimònia fou presentada per l'actor Fred Astaire.

## Curiositats
Tot sobre Eva de Joseph L. Mankiewicz aconseguí 14 nominacions, convertint-se en la pel·lícula més nominada de la història fins al moment i superant les 13 nominacions d'Allò que el vent s'endugué de Victor Fleming l'any 1939.
Sunset Boulevard de Billy Wilder es convertí en la segona pel·lícula en aconseguir nominacions en totes les categories d'actors i no aconseguir cap premi (la primera havia estat My Man Godfrey de Gregory La Cava l'any 1936). Això no tornà a passar fins American Hustle de David O. Russell l'any 2013.

## Premis
| Millor pel·lícula | Millor director |
| --- | --- |
| - Tot sobre Eva (Darryl F. Zanuck per 20th Century Fox) - Nascuda ahir (S. Sylvan Simon per Columbia Pictures) - El pare de la núvia (Sam Zimbalist per Metro-Goldwyn-Mayer) - Les mines del rei Salomó (Sam Zimbalist per Metro-Goldwyn-Mayer) - Sunset Boulevard (Charles Brackett per Paramount Pictures) | - Joseph L. Mankiewicz per Tot sobre Eva - George Cukor per Nascuda ahir - John Huston per La jungla d'asfalt - Carol Reed per El tercer home - Billy Wilder per Sunset Boulevard |
| Millor actor | Millor actriu |
| - José Ferrer per Cyrano de Bergerac com a Cyrano de Bergerac - Louis Calhern per The Magnificent Yankee com a Oliver Wendell Holmes, Jr. - William Holden per Sunset Boulevard com a Joseph C. "Joe" Gillis - James Stewart per Harvey com a Elwood P. Dowd - Spencer Tracy per El pare de la núvia com a Stanley T. Banks | - Judy Holliday per Nascuda ahir com a Emma "Billie" Daw - Anne Baxter per Tot sobre Eva com a Eve Harrington - Bette Davis per Tot sobre Eva com a Margo Channing - Eleanor Parker per Caged com a Marie Allen - Gloria Swanson per Sunset Boulevard com a Norma Desmond |
| Millor actor secundari | Millor actriu secundària |
| - George Sanders per Tot sobre Eva com a Addison DeWitt - Jeff Chandler per Fletxa trencada com a Cochise - Edmund Gwenn per Mister 880 com a "Skipper" Miller - Sam Jaffe per La jungla d'asfalt com a "Doc" Erwin Riedenschneider - Erich von Stroheim per Sunset Boulevard com a Maximillian "Max" von Mayerling | - Josephine Hull per Harvey com a Veta Louise Simmons - Hope Emerson per Caged com a Evelyn Harper - Celeste Holm per Tot sobre Eva com a Karen Richards - Nancy Olson per Sunset Boulevard com a Betty Schaefer - Thelma Ritter per Tot sobre Eva com a Birdie |
| Millor guió original | Millor guió adaptat |
| - Charles Brackett, Billy Wilder i D. M. Marshman, Jr. per Sunset Boulevard - Ruth Gordon i Garson Kanin per Adam's Rib - Virginia Kellogg i Bernard C. Schoenfeld per Caged - Carl Foreman per The Men - Joseph L. Mankiewicz i Lesser Samuels per No Way Out | - Joseph L. Mankiewicz per Tot sobre Eva (sobre hist. de Mary Orr) - Ben Maddow i John Huston per La jungla d'asfalt (sobre hist. de W. R. Burnett) - Albert Mannheimer per Nascuda ahir (sobre obra teatre de Garson Kanin) - Albert Maltz per Fletxa trencada (sobre hist. d'Elliott Arnold) - Frances Goodrich i Albert Hackett per El pare de la núvia (sobre hist. d'Edward Streeter) |
| Millor història | Millor curtmetratge d'animació |
| - Edna Anhalt i Edward Anhalt per Panic in the Streets - Giuseppe De Santis i Carlo Lizzani per Riso amaro - William Bowers i André de Toth per The Gunfighter - Leonard Spigelgass per Mystery Street - Sy Gomberg per When Willie Comes Marching Home | - Gerald McBoing-Boing de Stephen Bosustow - Jerry's Cousin de Fred Quimby - Trouble Indemnity de Stephen Bosustow |
| Millor banda sonora - Dramàtica o còmica | Millor banda sonora - Musical |
| - Franz Waxman per Sunset Boulevard - Alfred Newman per Tot sobre Eva - Max Steiner per El falcó i la fletxa - George Duning per No Sad Songs for Me - Victor Young per Samson and Delilah | - Adolph Deutsch i Roger Edens per Annie Get Your Gun - Oliver Wallace i Paul J. Smith per La Ventafocs - Lionel Newman per I'll Get By - André Previn per Three Little Words - Ray Heindorf per The West Point Story |
| Millor cançó original | Millor so |
| - Ray Evans i Jay Livingston (música i lletra) per Captain Carey, U.S.A. ("Mona Lisa") - Nicholas Brodszky (música); Sammy Cahn (lletra) per The Toast of New Orleans ("Be My Love") - Mack David, Al Hoffman i Jerry Livingston (música i lletra) per La Ventafocs ("Bibbidi-Bobbidi-Boo") - Fred Glickman, Hy Heath i Johnny Lange (música i lletra) Singing Guns ("Mule Train") - Josef Myrow (música); Mack Gordon (lletra) per Wabash Avenue ("Wilhelmina") | - Thomas T. Moulton per Tot sobre Eva - C. O. Slyfield per La Ventafocs - Leslie I. Carey per Louisa - Gordon Sawyer per Our Very Own - Cyril Crowhurst per Trio |
| Millor direcció artística - Blanc i Negre | Millor direcció artística - Color |
| - Hans Dreier i John Meehan; Sam Comer i Ray Moyer per Sunset Boulevard - Lyle R. Wheeler i George Davis; Thomas Little i Walter M. Scott per Tot sobre Eva - Cedric Gibbons i Hans Peters; Edwin B. Willis i Hugh Hunt per The Red Danube | - Hans Dreier i Walter Tyler; Sam Comer i Ray Moyer per Samson and Delilah - Cedric Gibbons i Paul Groesse; Edwin B. Willis i Richard A. Pefferle per Annie Get Your Gun - Ernst Fegte; George Sawley per Destination Moon |
| Millor fotografia - Blanc i Negre | Millor fotografia - Color |
| - Robert Krasker per El tercer home - Milton R. Krasner per Tot sobre Eva - Harold Rosson per La jungla d'asfalt - Victor Milner per The Furies - John F. Seitz per Sunset Boulevard | - Robert L. Surtees per Les mines del rei Salomó - Charles Rosher per Annie Get Your Gun - Ernest Palmer per Fletxa trencada - Ernest Haller per El falcó i la fletxa - George Barnes per Samson and Delilah |
| Millor vestuari - Blanc i Negre | Millor vestuari - Color |
| - Edith Head i Charles LeMaire per Tot sobre Eva - Jean Louis per Nascuda ahir - Walter Plunkett per The Magnificent Yankee | - Edith Head, Dorothy Jeakins, Elois Jenssen, Gile Steele i Gwen Wakeling per Samson and Delilah - Michael Whittaker per The Black Rose - Walter Plunkett i Valles per That Forsyte Woman |
| Millor muntatge | Millors efectes especials |
| - Ralph E. Winters i Conrad A. Nervig per Les mines del rei Salomó - Barbara McLean per Tot sobre Eva - James E. Newcom per Annie Get Your Gun - Arthur Schmidt i Doane Harrison per Sunset Boulevard - Oswald Hafenrichter per El tercer home | - Destination Moon (George Pal Productions i Eagle Lion Classics) - Samson and Delilah (Cecil B. DeMille Productions i Paramount) |
| Millor documental | Millor curtmetratge documental |
| - The Titan: Story of Michelangelo de Robert Snyder - With These Hands de Jack Arnold i Lee Goodman | - Why Korea? d'Edmund Reek - The Fight: Science Against Cancer (National Film Board of Canada, Medical Film Institute of the Association of American Medical Colleges) - The Stairs (Film Documents Inc.) |
| Millor curtmetratge, un carret | Millor curtmetratge, dos carrets |
| - Grandad of Races de Gordon Hollingshead - Blaze Busters de Robert Youngson - Wrong Way Butch de Pete Smith | - In Beaver Valley de Walt Disney - Grandma Moses (Falcon Films Inc.) - My Country 'Tis of Thee de Gordon Hollingshead |

## Oscar Honorífic

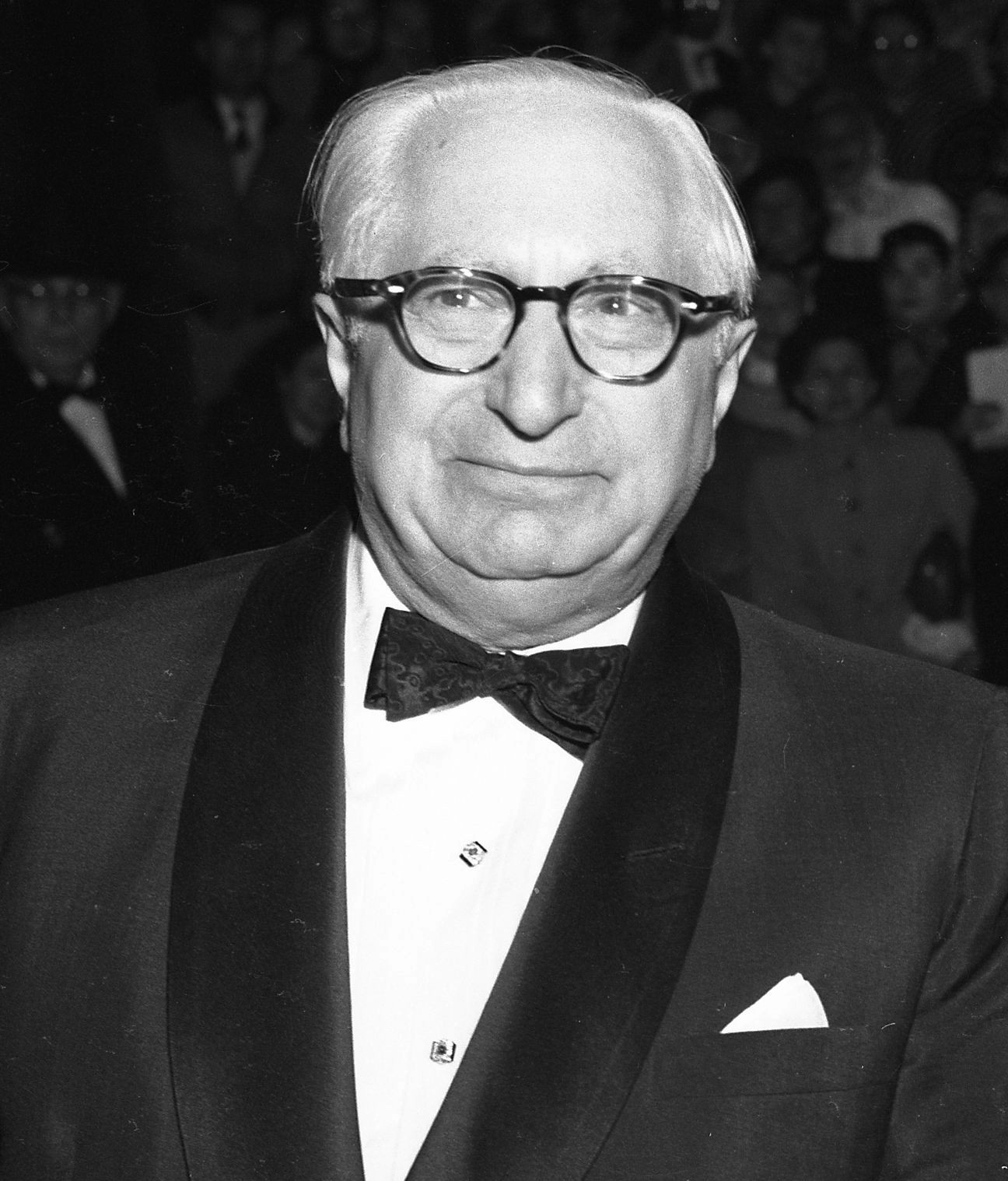
Louis B. Mayer

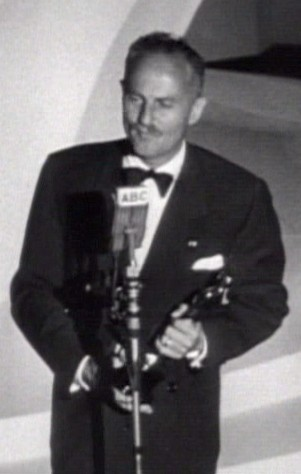
Darryl F. Zanuck

- George Murphy – pels serveis realitzats en favor de la indústria del cinema al seu país. [estatueta]
- Louis B. Mayer – pels serveis realitzats en favor de la indústria cinematogràfica. [estatueta]
- Au-delà des grilles de René Clément (França/Itàlia) – votat per la Junta de Governadors com la pel·lícula en llengua estrangera més destacada als Estats Units el 1950. [estatueta. Premi Especial]

## Premi Irving G. Thalberg
- Darryl F. Zanuck

## Presentadors
- Lex Barker i Arlene Dahl (millor direcció artística)
- Charles Brackett (Premis Honorífics)
- Ralph Bunche (millor pel·lícula)
- Ruth Chatterton (premis de guions)
- Broderick Crawford (millor actriu)
- Marlene Dietrich (Premi Especial, millor pel·lícula de parla no anglesa)
- Coleen Gray (premis documentals)
- Jane Greer (millors efectes especials)
- Helen Hayes (millor actor)
- Dean Jagger (millor actriu secundària)
- Gene Kelly (premis musicals)
- Phyllis Kirk (premis als curtmetratges)
- Mercedes McCambridge (millor actor secundari)
- Leo McCarey (millor direcció)
- Marilyn Monroe (millor so)
- Debra Paget (millor muntatge)
- Debbie Reynolds (millor fotografia)
- Jan Sterling (millor vestuari)
- David Wayne (Premis científics i tècnics)

### Actuacions
- Gloria DeHaven i Alan Young
- Frankie Laine ("Mule Train" de Singing Guns)
- Dean Martin i Jerry Lewis ("Bibbidi-Bobbidi-Boo" de La Ventafocs)
- Lucille Norman

## Múltiples nominacions i premis
| Les següents pel·lícules van rebre diverses nominacions: - 14 nominacions: Tot sobre Eva - 11 nominacions: Sunset Boulevard - 5 nominacions: Nascuda ahir i Samson and Delilah - 4 nominacions: Annie Get Your Gun i La jungla de l'asfalt - 3 nominacions: Caged, Fletxa trencada, Les mines del rei Salomó, El pare de la núvia, El tercer home i La Ventafocs - 2 nominacions: Destination Moon, El falcó i la fletxa, Harvey i The Magnificent Yankee | Les següents pel·lícules van rebre més d'un premi: - 6 premis: Tot sobre Eva - 3 premis: Sunset Boulevard - 2 premis: Les mines del rei Salomó i Samson and Delilah |